# Соп-Лейк
Соп-Лейк (англ. Soap Lake) — город в округе Грант, штат Вашингтон, на берегу озера Соп. Население согласно переписи 2010 года составляет 1514 жителей. Соп-Лейк был официально зарегистрирован в качестве города 9 июня 1919 года.
С начала XX века и до середины 1940-х годов в городе существовало несколько санаториев, расположенных на озере Соп. В настоящее время город пытается привлечь туристов, пытаясь восстановить оздоровительный аспект озера. Считается, что минералы в озере имеют целебные свойства для лечения болезни Бюргера (облитерирующий тромбангиит).